# Strakonická Veřejnost
Strakonická Veřejnost (SV) je komunální politické hnutí působící výhradně ve městě Strakonice v Jihočeském kraji. Profiluje se jako populistická formace zaměřená na praktické problémy občanů a rozvoj města. Předsedou hnutí je od jeho založení Břetislav Hrdlička, který od roku 2014 zastává funkci starosty města.

## Historie a činnost
Hnutí vzniklo jako místní iniciativa reagující na potřebu větší transparentnosti a efektivity v řízení města. Od převzetí vedení radnice v roce 2014 se Strakonická Veřejnost zaměřila na zvyšování kvality života obyvatel. Mezi její klíčové prosazené body patří zavedení bezplatné městské hromadné dopravy a zrušení poplatku za odpad pro občany města.
Hnutí klade důraz na rekonstrukci místní infrastruktury, zejména chodníků, silnic a dalších veřejných prostor, a deklaruje zájem být aktivním partnerem jak pro občany, tak pro investory.
Během začátku července oznámila polovina členů Strakonické Veřejnosti (sedm zastupitelů), že opouští zastupitelský klub. Strakonické Veřejnosti vytkli, že se jedná o stranu jednoho muže a že jí již nejde o blaho Strakonic. Následně si založili své vlastní, neregistrované hnutí Otevřené Strakonice. Přesto však vyloučili, že by odešli z vedení města. Starosta a předseda hnutí Strakonická Veřejnost Břetislav Hrdlička uvedl, že se nyní ukáže, zda Otevřeným Strakonicím jde o konstruktivní spolupráci, nebo o snahu něco bořit.

## Kritika
V roce 2025 se hnutí stalo terčem kritiky ze strany jihočeského hejtmana Martina Kuby (ODS). Kritizoval ho za nepřipravenost klíčových sportovních projektů, především za skutečnost, že ani po deseti letech ve vedení města nejsou dokončeny zásadní rekonstrukce sportovní infrastruktury, jako je například zimní stadion, který se i v roce 2025, po 10 letech SV u moci, nachází pouze ve fázi zpracovávání projektové dokumentace.
Dalším bodem kritiky hejtmana Kuby je skutečnost, že město disponuje neproinvestovanými zůstatky ve výši téměř 400 milionů korun, což vnímá jako nevyužitý potenciál pro rozvoj městských projektů.

## Programové priority
- Bezplatná veřejná doprava a nulové poplatky za odpad
- Rekonstrukce městské infrastruktury (Velké náměstí, silnice, chodníky a veřejné prostory)
- Otevřený přístup k občanům i investorům